# Miguel March

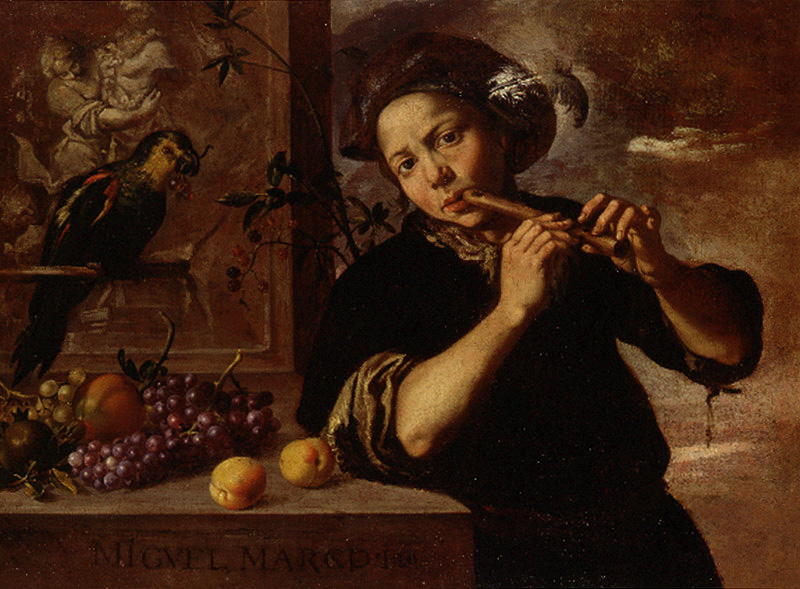
Alegoría del oído, óleo sobre lienzo, 70 x 94 cm, Valencia, Museo de Bellas Artes de Valencia. Firmado en capitales miguel marc f.

Miguel March (ca. 1633-1670) fue un pintor barroco español, natural de Valencia, hijo del también pintor Esteban March, cuyo estilo siguió con relativa fidelidad.

## Biografía y obra
Son muy escasos los datos documentales disponibles. Las fechas de nacimiento y muerte son las proporcionadas por Palomino, con valor solo aproximado. Según Orellana, a la muerte de su padre, con quien se había formado como pintor, marchó a Italia donde completó su aprendizaje en la escuela de Carlo Maratta, afirmación que no se confirma en la obra del pintor, en la que nada del estilo de este se percibe. Vuelto a Valencia murió prematuramente en 1670. El único dato documentalmente comprobable es que en 1646 era aún menor de edad, pues así lo indica el testamento de su madre, Esperanza Torner.
Miguel March cultivó la pintura de batallas siguiendo el modelo paterno, pero dotado de mayores recursos expresivos y «sin la extravagancia de su humor», fue también, según Palomino pintor más «universal», capaz de abordar diversos géneros. La formación en el taller paterno y, por medio de él, la influencia de Pedro Orrente, se reconoce en el Paso del mar Rojo del Museu Nacional d'Art de Catalunya, que es una representación característica de historia sagrada con multitud de personajes y animales llenando el lienzo. Perdidos los cuadros de asunto religioso elogiados por Palomino, se conserva en este género el San Roque socorriendo a los apestados del Museo de Bellas Artes de Valencia, obra de composición compleja e iluminación aún tenebrista, con detalles de fuerte realismo. Dentro de este género ha de citarse la Matanza de los inocentes, obra formada conservada en el museo de la Basílica de Nuestra Señora de los Desamparados, que es, de nuevo, un asunto propio de la historia sagrada con multitud de figuras llenando el espacio e iluminación crepuscular con la que subraya la tensión dramática del asunto, tratado con la pincelada rápida y nerviosa habitual de su pintura, rasgos que se advierten también en la Milagrosa predicación de san Antonio de Padua en el puente de Rímini del Museo de Bellas Artes de Valencia, en la que se dan cita de nuevo la influencia de Orrente, en algunos de los personajes, y el interés casi bodegonista en la representación de los peces.
También practicó el retrato. Pero las obras más conocidas de su producción son los bodegones localizados en paisajes abiertos e iluminados con luz crepuscular, en los que el paisaje puede adquirir tanta importancia como la naturaleza muerta del primer plano, y las alegorías. En este género destacan las cuatro del Museo de Bellas Artes de Valencia, tres de las cuales podrían formar parte de una serie dedicada a los cinco sentidos (alegorías del Oído, del Gusto y de la Vista), siendo la cuarta una alegoría del Tiempo como anciano alado, conforme a su tradicional iconografía, que constituyen un buen ejemplo de su maestría como pintor de naturalezas muertas, con su insistencia en los pormenores y la pincelada vibrante heredada del padre. Dos bodegones de caza fechados e 1661, localizados en la colección del marqués de Montortal, constituyen buen ejemplo del género de naturaleza muerta en un paisaje, a los que cabe agregar otros dos bodegones incorporados en 2004 al Museo de Bellas Artes de Valencia (Bodegón de coliflor, cardo, alcachofas y naranja y Bodegón de membrillo, girasoles y una fuente) y Milano atacando un gallinero. El lienzo, que fue descrito elogiosamente por Orellana y ha ingresado en 2006 en el Museo del Prado, es pieza singular tanto por su asunto como porque en un papel, clavado al nido sobre el que reposa una gallina clueca, figuran inscritos unos versos firmados por el propio Miguel March.